# Gongora sanderiana
Gongora sanderiana är en orkidéart som beskrevs av Friedrich Fritz Wilhelm Ludwig Kraenzlin. Gongora sanderiana ingår i släktet Gongora och familjen orkidéer. Inga underarter finns listade i Catalogue of Life.